# Partit Nacional Democràtic Àfar
Partit Nacional Democràtic Àfar (Afar National Democratic Party ANDP) és un partit polític d'Etiòpia que governa la regió Àfar unit a l'Organització Popular Democràtica dels Àfars.
Després de les eleccions del 1995 guanyades per l'Organització Popular Democràtica dels Àfars sense majoria, el Front d'Alliberament Àfar va conservar el poder; els partits d'oposició (el Front Nacional d'Alliberament Àfar ANLF, una facció de l'ALF, el Moviment Nacional Democràtic Àfar ANDM i algun menor) que havien pres part a les eleccions del 1995, es van agrupar en una aliança que va agafar el nom d'ANDP (Partit Nacional Democràtic Àfar) dirigit per Mohammed Yoyyo (cap del ANLF) i que va fer aliança amb l'APDO (que va aconseguir llavors la presidència regional). El 1998 es va fer un acord general i quatre partits van acordar unir-se en una sola organització: l'APDO, l'ANDM), el ALF (una facció) i l'ARDUF (Afar National Revolutionary Democratic Front). La unitat mai es va concretar i almenys una part de l'ARDUF es va mantenir com organització separada, mentre els altres mantenien l'aliança sota una sola bandera. L'aliança APDO/ANDP ha dominat les eleccions regionals del 2000, 2005 i 2010.